# Pseudoleskea andina
Pseudoleskea andina là một loài Rêu trong họ Leskeaceae. Loài này được Schimp. ex E. Britton miêu tả khoa học đầu tiên năm 1896.